# Leioproctus laciniosus
Leioproctus laciniosus (лат.) — вид пчёл рода Leioproctus из семейства Colletidae. Австралия.

## Описание
Мелкие пчёлы (длина тела около 5 мм) с опушением из светлых волосков (тело чёрное, тергиты спереди коричнево-оранжевые, сзади полупрозрачные или белые). От близких видов отличаются следующими признаками: скапус чёрный, спереди блестящий, почти без пунктур; две субмаргинальные ячейки, тергит T1 матовый и плотно пунктированный, тергиты T2-4 без перевязи волосков по переднему краю, базитибиальная пластинка округлённая. Крылья с 2 субмаргинальными ячейками, клипеус выпуклый (также как и надклипеальная область), скапус усиков короткий и не достигает среднего оцеллия, длинная югальная лопасть заднего крыла, то есть простирающаяся значительно ниже уровня cu-v. Среди посещаемых растений: Angianthus brachypappus (Asteraceae). Гнездятся в песчаной и глинистой почве. Включен в состав подрода Colletellus Michener, 1965 (подсемейство Neopasiphaeinae). Вид был впервые описан в 2018 году австралийским энтомологом Remko Leijs (South Australian Museum, Аделаида, Австралия).